# Mercedes Valdivieso
Mercedes Valdivieso (1 martie ,1924 - 2 august ,1993) a fost o scriitoare feministă chiliană și profesor universitar.